# Nune Tumanyan

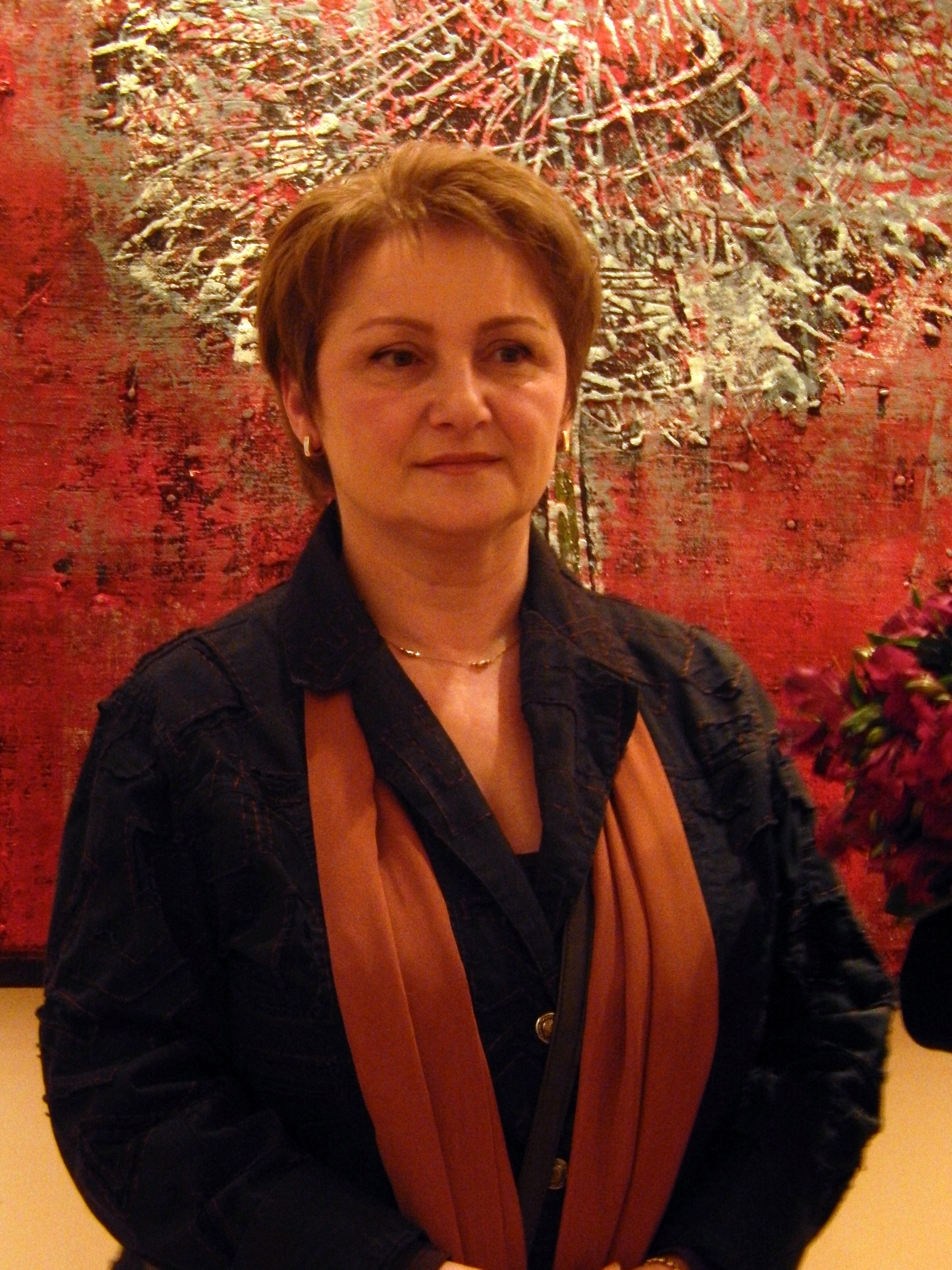
Nune Tumanyan (2014)

Nune Tumanyan (armenisch Նունե Թումանյան, geboren am 23. Oktober 1963 in Jerewan) ist eine armenische Künstlerin und Bildhauerin.

## Leben und Wirken
Nune Tumanyan absolvierte eine Kunstschule und später das Kunstkolleg. Von 1984 bis 1985 studierte sie Bildhauerei an der Kunstakademie in Leningrad (heute Sankt Petersburg, Russland) und erwarb ihren Master-Abschluss am Artistic-Theatrical Institut von Jerewan (heute Kunstakademie). Zwischen 1995 und 2009 war Tumanyan Professorin an der Kunstakademie. Tumanyan ist seit 1996 Mitglied des Künstlerverbandes Armeniens und seit 2014 Leiterin der Abteilung für Bildhauerei.
Künstlerisch arbeitet Tumanyan meist in Bronze, manchmal in Kombination mit anderen Materialien wie Glas, Holz, Stein etc. Nune Tumanyans Kunst drückt die vielfältige spirituelle Welt des Menschen aus, eine Welt, die ständig in Bewegung ist, in Konflikten, voller Freude, Zweifel und auch Frustration.
Nune Tumanyan ist Teilnehmerin zahlreicher nationaler und internationaler Ausstellungen und künstlerischer Wettbewerbe. Ihre Werke befinden sich in der Nationalgalerie Armeniens, in Privatbesitz sowie in Firmensammlungen.

## Auszeichnungen
Nune Tumanyan ist Trägerin mehrerer internationaler Kunstpreise, darunter 1998 eine Auszeichnung der Biennale Dante City Gates in Ravenna, Italien. Auf der internationalen Kunstausstellung Women & Art 2014 in Schardscha, Vereinigte Arabische Emirate, wurde sie mit dem Hauptpreis für die beste Arbeit, die das Thema Frieden interpretiert, ausgezeichnet.